# وعلان زهيري
وعلان زهيري (الاسم العلمي:Commelina rosulata) هو نوع من النباتات يتبع جنس الوعلان من الفصيلة الوعلانية.